# Messier 105
Messier 105 (auch als NGC 3379 bezeichnet) ist eine elliptische Galaxie vom Hubble-Typ E1 im Sternbild Löwe auf der Ekliptik. Die Galaxie ist etwa 36 Millionen Lichtjahre vom Sonnensystem entfernt und gehört zur M96-Gruppe.

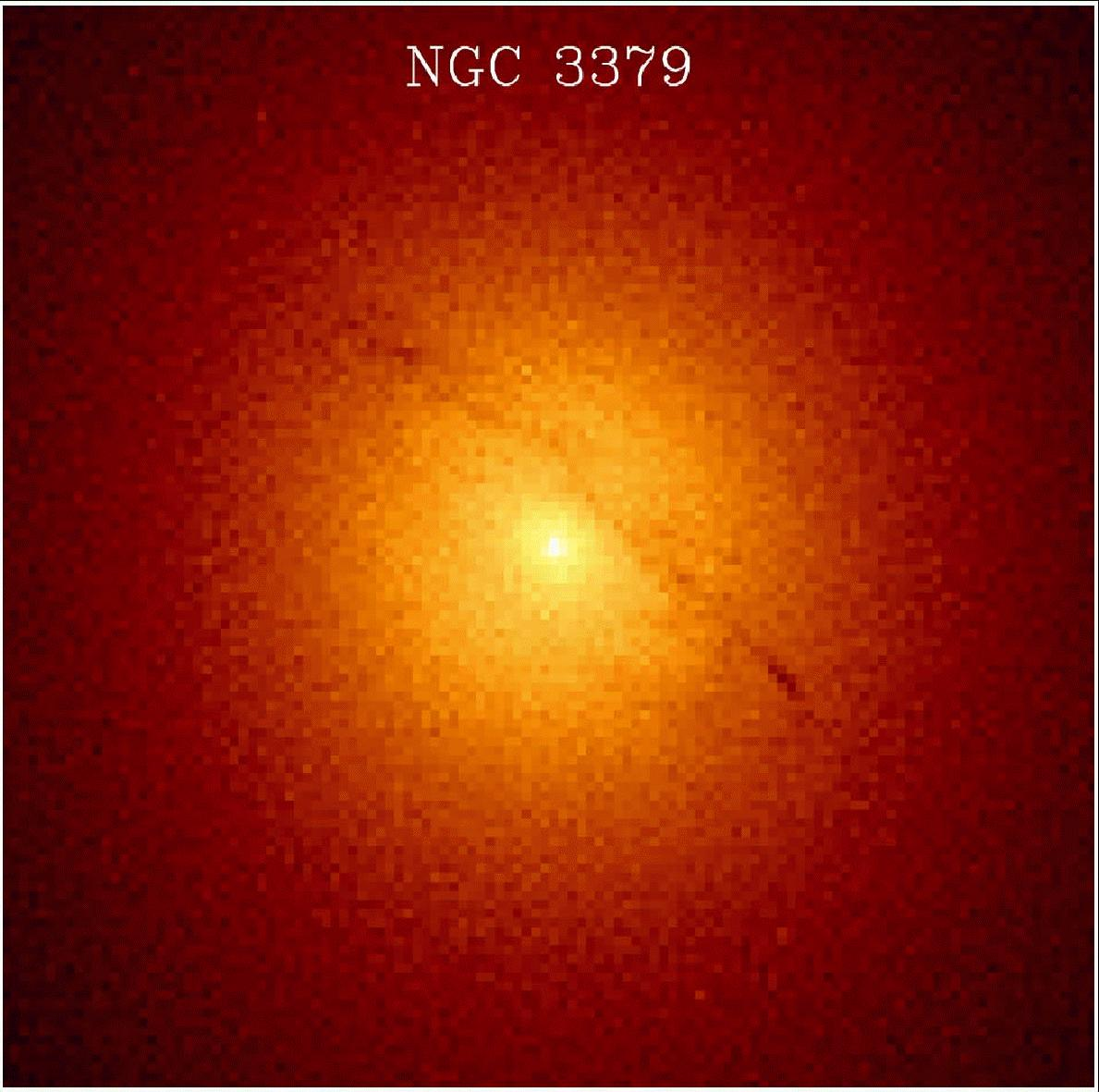
Ringfömige Struktur um das Zentrum von M105

Hochauflösende Aufnahmen des Hubble-Weltraumteleskops zeigen eine ringförmige Struktur um das zentrale Schwarze Loch, die sich in rascher Rotation befindet. Nach Berechnungen beträgt die Masse des Schwarzen Lochs etwa 200 Millionen Sonnenmassen, die Galaxie an sich besitzt eine Gesamtmasse von 100 Milliarden Sonnenmassen.
Die in unmittelbarer Nähe befindliche elliptische bzw. linsenförmige Galaxie NGC 3384 (= NGC 3371) ist ein physischer Begleiter von M105. Hingegen ist die sieben Bogenminuten südöstlich von M105 gelegene Spiralgalaxie NGC 3389 (=NGC 3373) weit im Hintergrund.
M105 wurde am 24. März 1781 vom französischen Astronomen Pierre Méchain entdeckt. Sie wurde erst 1947 nachträglich durch Helen Sawyer Hogg in den Messier-Katalog aufgenommen.